# Tenis en Canadá
El tenis en Canadá ha destacado principalmente gracias a Daniel Nestor quien es considerado uno de los mejores doblistas de la historia. En la década de 2010 surgió Milos Raonic y Vasek Pospisil como figuras importantes en singles, particularmente Raonic quien ya ha alcanzado el puesto n.º 3 del ranking ATP y alcanzó la final del Campeonato de Wimbledon 2016 transformándolo en el canadiense más exitoso.
En el año 2020 Canadá contó por primera vez en su historia con 3 tenistas entre los 20 mejores del ranking; Milos Raonic, Denis Shapovalov y Félix Auger-Aliassime, lo que transforma al país en una potencia tenística de la actual década.
A nivel de representación nacional el Equipo de Copa Davis de Canadá alcanzó su mejor participación cuando llegó a las semifinales en la Copa Davis 2013 de la mano de Milos Raonic, Vasek Pospisil y Daniel Nestor. 

## Mejores en el ranking ATP en individuales masculino

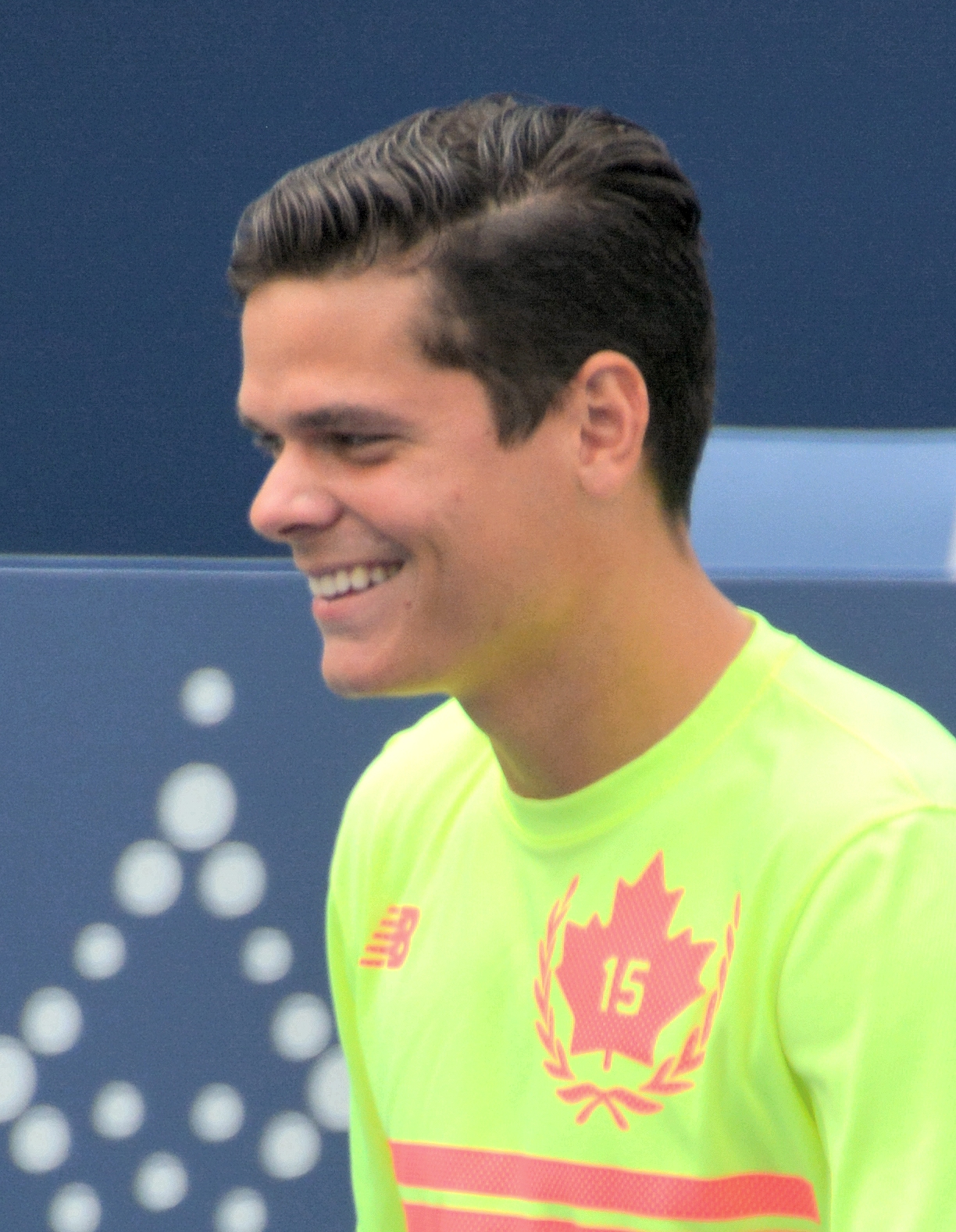
Miloš Raonić el mejor tenista canadiense de la historia

Tenistas canadienses que han estado entre los 100 mejores del ranking ATP. 
| Singlista             | Mejor puesto | Año  | Títulos |
| --------------------- | ------------ | ---- | ------- |
| Milos Raonic          | 3°           | 2016 | 8       |
| Félix Auger-Aliassime | 6°           | 2022 | 7       |
| Denis Shapovalov      | 10°          | 2020 | 3       |
| Vasek Pospisil        | 25°          | 2014 | 0       |
| Gabriel Diallo        | 33°          | 2025 | 1       |
| Andrew Sznajder       | 46°          | 1989 | 0       |
| Glenn Michibata       | 48°          | 1986 | 0       |
| Daniel Nestor         | 58°          | 1999 | 0       |
| Frank Dancevic        | 65°          | 2007 | 0       |
| Grant Connell         | 67°          | 1991 | 0       |
| Jesse Levine          | 69°          | 2012 | 0       |
| Chris Pridham         | 75°          | 1988 | 0       |
| Sébastien Lareau      | 76°          | 1995 | 0       |
| Martin Wostenholme    | 84°          | 1985 | 0       |
| Réjean Genois         | 89°          | 1978 | 0       |
| Martin Laurendeau     | 90°          | 1988 | 0       |
| Brayden Schnur        | 92°          | 2019 | 0       |

## Tenistas con más victorias ATP
Tenistas canadienses con más de 100 victorias ATP.
| Nombre                | Victorias | Derrotas | Rendimiento |
| --------------------- | --------- | -------- | ----------- |
| Milos Raonic          | 383       | 184      | 67,7%       |
| Félix Auger-Aliassime | 226       | 150      | 59,5%       |
| Denis Shapovalov      | 214       | 175      | 53,9%       |
| Vasek Pospisil        | 136       | 176      | 43,8%       |

## Mejores en el ranking ATP en dobles masculino
Tenistas canadienses que han alcanzado el primer puesto del ranking ATP.
- Daniel Nestor
- Grant Connell

## Galería de tenistas destacados
|                |
| Daniel Nestor. |

|               |
| Milos Raonic. |

|                 |
| Vasek Pospisil. |

|                   |
| Denis Shapovalov. |

|                        |
| Félix Auger-Aliassime. |